# Zelenci
Zelenci (cyr. Зеленци) – wieś w Bośni i Hercegowinie, w Republice Serbskiej, w mieście Banja Luka. W 2013 roku liczyła 54 mieszkańców.